# Hans Klering

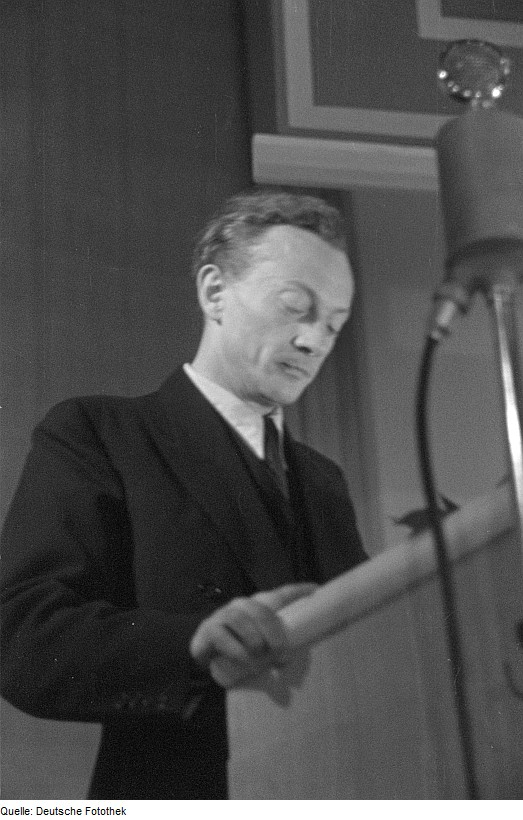
Hans Klering 1946 auf dem Festakt der Gründung der DEFA

Hans Karl Klering (geb. Scharnagl; * 8. November 1906 in Berlin; † 30. Oktober 1988 in Ost-Berlin) war ein deutscher Schauspieler, Regisseur, Sprecher, Grafiker und Autor. Er war Gründungsmitglied der DEFA, einer ihrer Direktoren und Vorstandsvorsitzender.

## Leben und Werk

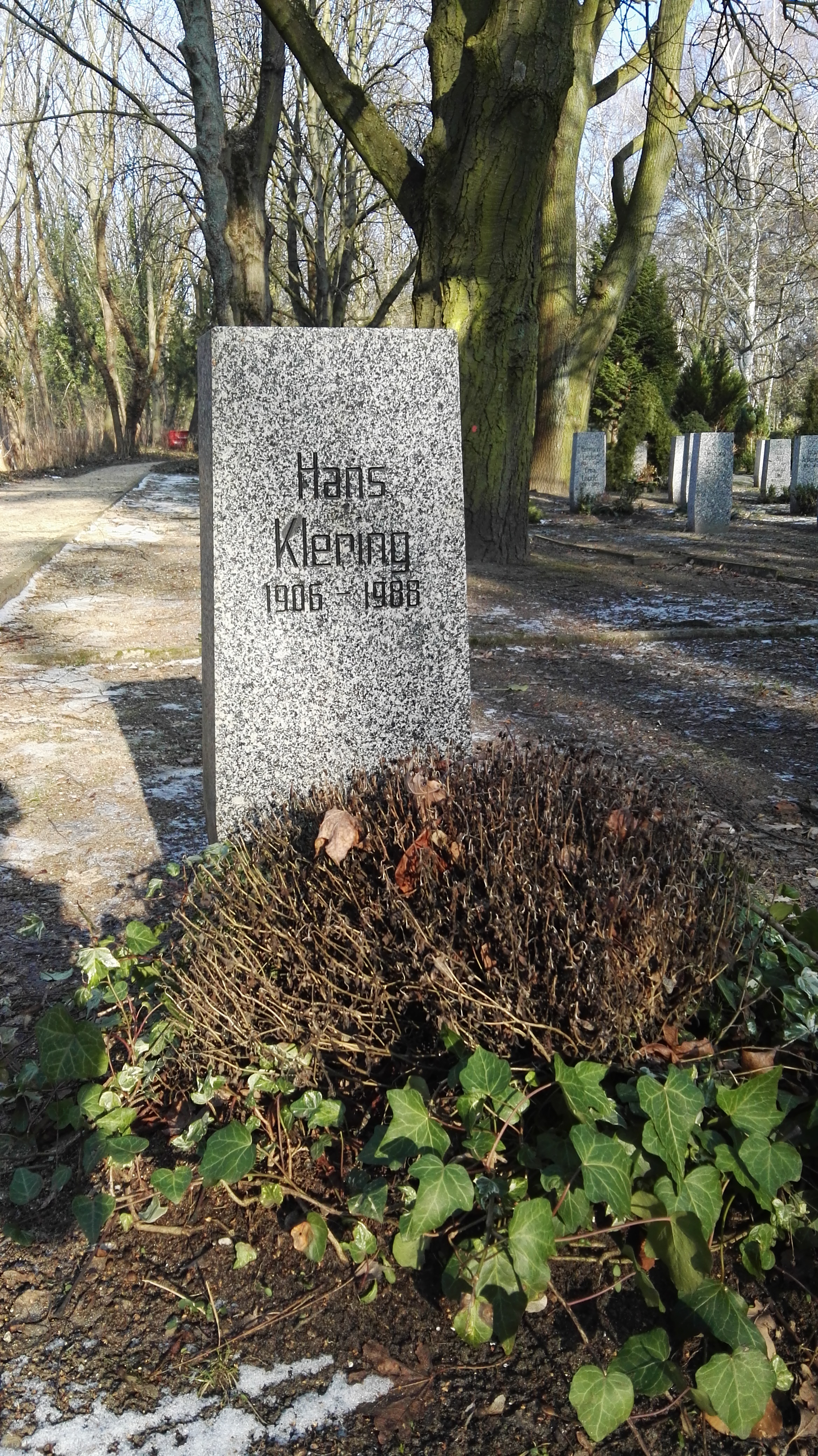
Grabstätte

Klering war der Sohn eines Transportarbeiters und einer Näherin. Von 1921 bis 1924 absolvierte er eine Lehre als Handelsgehilfe in einem Futtermittelgeschäft, war dann zunächst arbeitslos und später als Hafenarbeiter und Plakatmaler tätig. Im Jahr 1926 trat er in die KPD ein. In Köln und Berlin war er Mitglied von Agitpropgruppen wie Rote Raketen, Blaue Blusen und Kolonne Links. 1931 ging er in die Sowjetunion und kehrte erst 1945 nach Deutschland zurück.
Im Jahr 1946 war er als Lizenzträger einer der Gründer der DEFA und bis 1950 ihr künstlerischer Direktor und Vorsitzender des Verwaltungsrates.
Seit 1950 spielte er in zahlreichen DEFA-Filmen kleinere Rollen. Im Jahr 1969 spielte er zum Beispiel im DEFA-Indianerfilm Tödlicher Irrtum eine Nebenrolle als Mitch Chandler.
Hans Klering erhielt zahlreiche staatliche Auszeichnungen, unter anderen 1981 die Ehrenspange zum Vaterländischen Verdienstorden in Gold und 1986 den Karl-Marx-Orden. Er wurde auf dem Zentralfriedhof Berlin-Friedrichsfelde in der Gräberanlage für Opfer des Faschismus und Verfolgte des Naziregimes  beigesetzt.

## Familie
Seine Frau Elsa Korén und die gemeinsame Tochter Juliane waren auch Schauspieler.
Pawel Klering (* 3. März 1946), der Sohn von Hans Klering aus der Ehe mit Antonia Nizkowskaja, ein promovierter Biophysiker, lebt mit der Familie in Berlin. Die Enkelinnen von Hans Klering, Anna und Anastasia Klering, sind als Bühnen- bzw. Kostümbildnerin am Filmstudio Babelsberg tätig.

## Filmografie
- 1936: Kämpfer
- 1948: Straßenbekanntschaft
- 1948: Grube Morgenrot
- 1949: Die Brücke
- 1949: Die Buntkarierten
- 1950: Familie Benthin
- 1950: Saure Wochen – frohe Feste
- 1951: Die Meere rufen
- 1951: Die letzte Heuer
- 1954: Hexen
- 1954: Carola Lamberti – Eine vom Zirkus
- 1954: Leuchtfeuer
- 1955: Wer seine Frau lieb hat …
- 1955: Der Teufel vom Mühlenberg
- 1955: Rauschende Melodien
- 1956: Thomas Müntzer – Ein Film deutscher Geschichte
- 1957: Die Hexen von Salem (Les sorcières de Salem)
- 1957: Schlösser und Katen
- 1957: Polonia-Express
- 1957: Bärenburger Schnurre
- 1957: Rivalen am Steuer
- 1958: Geschwader Fledermaus
- 1958: Sie nannten ihn Amigo
- 1958: Meine Frau macht Musik
- 1958: Der Lotterieschwede
- 1958: Nur eine Frau
- 1959: Die Premiere fällt aus
- 1959: Musterknaben
- 1959: Ehesache Lorenz
- 1959: Reifender Sommer
- 1959: Bevor der Blitz einschlägt
- 1960: Das Leben beginnt
- 1960: Kein Ärger mit Cleopatra
- 1961: Das Kleid
- 1961: Italienisches Capriccio
- 1961: Eine Handvoll Noten
- 1962: Revue um Mitternacht
- 1962: Tanz am Sonnabend – Mord?
- 1963: Reserviert für den Tod
- 1963: Jetzt und in der Stunde meines Todes
- 1963: For Eyes Only
- 1963: Lucie und der Angler von Paris (Fernsehfilm)
- 1963: Bonner Pitaval: Die Affäre Heyde-Sawade (Fernsehreihe)
- 1964: Die Hochzeit von Länneken
- 1964: Das Lied vom Trompeter
- 1965: Chronik eines Mordes
- 1965: Das Kaninchen bin ich
- 1965: Wolf unter Wölfen
- 1965: Ohne Paß in fremden Betten
- 1965: Lots Weib
- 1965: Die antike Münze
- 1965: Der Staatsanwalt hat das Wort: Das Haus am See (Fernsehreihe)
- 1966: Ohne Kampf kein Sieg (Fernseh-Mehrteiler)
- 1966: Pitaval des Kaiserreiches: Die Ermordung des Rittmeisters von Krosigk (Fernsehreihe)
- 1966: Das Tal der sieben Monde
- 1966: Pitaval des Kaiserreiches: Der Prozeß gegen die Gräfin Kwilecki (Fernsehreihe)
- 1966/2009: Hände hoch oder ich schieße
- 1967: Die Heiden von Kummerow und ihre lustigen Streiche
- 1968: Wege übers Land (Fernsehfilm)
- 1968: Die Nacht im Grenzwald
- 1968: Abschied
- 1968: 12 Uhr mittags kommt der Boß
- 1969: Mohr und die Raben von London
- 1970: Tödlicher Irrtum
- 1970: Unterwegs zu Lenin
- 1971: Husaren in Berlin
- 1972: Die gestohlene Schlacht
- 1972: Die Bilder des Zeugen Schattmann (Fernseh-Vierteiler)
- 1973: Zement (Fernsehfilm, zwei Teile)
- 1973: Das unsichtbare Visier (Fernsehfilm)
- 1974: Der Leutnant vom Schwanenkietz
- 1975: Geschwister (Fernsehfilm)
- 1975: Der Tag, der die Welt veränderte (Atentat u Sarajevu)
- 1977: Wer reißt denn gleich vor’m Teufel aus
- 1978: Anton der Zauberer
- 1978: Der Meisterdieb
- 1978: Amor holt sich nasse Füße (Fernsehfilm)
- 1979: P.S.
- 1979: Des Henkers Bruder
- 1979: Das Pferdemädchen
- 1979: Für Mord kein Beweis
- 1979: Hochzeit in Weltzow (Fernsehfilm)
- 1979: Karlchen, durchhalten
- 1980: Der Baulöwe
- 1980: Meines Vaters Straßenbahn (Fernseh-Zweiteiler)
- 1980: Levins Mühle
- 1982: Die Gerechten von Kummerow
- 1982: Familie Rechlin (Fernseh-Zweiteiler)
- 1983: Märkische Chronik
- 1985: Der Doppelgänger

## Synchronsprecher
- 1955: … und nicht als ein Fremder … als Dr. Snyder (Myron McCormik)

## Theater
- 1937: Friedrich Wolf: Floridsdorf (Verteidiger) – auch Regie (Deutsches Theater Kolonne Links)
- 1962: Tatjana Sytina: Erste Begegnung (Pawel Smurow) – Regie: Kurt Rabe (Theater der Freundschaft)

## Hörspiele
- 1955: Jan de Hartog: Schiff ohne Hafen (Rechtsanwalt) – Regie: Lothar Dutombé (Hörspiel – Rundfunk der DDR)

## Schriften
- Der Sowjetfilm heute und morgen. In: Der deutsche Film. Fragen. Forderungen. Aussichten. Bericht vom Ersten Deutschen Film-Autoren-Kongreß, 6. – 9. Juni 1947 in Berlin. Berlin 1947, S. 69–78.
- Vorbemerkung. In: Die Rolle des Autors im Filmschaffen. Zwei sowjetische Aufsätze. (= Beiträge zu Fragen der Filmkunst. Heft 5) Berlin 1953, S. 5–6.
- Meine Universität: Das Leben. Hans Klering erzählt:
  - (1) Der erste Filmtag. In: Filmspiegel Nr. 11 vom 31. Mai 1967, S. 10–11.
  - (2) Auf großer Fahrt. In: Filmspiegel Nr. 15 vom 26. Juni 1967, S. 22–23.
  - (3) Erinnerungen an Dowschenko. In: Filmspiegel Nr. 16 vom 26. Juli 1967, S. 22–23.
  - (4) Bei Romm und Sawtschenko. In: Filmspiegel, Nr. 17, 1967, S. 22–23.
  - (5) Der Überfall. In: Filmspiegel Nr. 19, 1967, S. 22–23.
  - (6) Wieder in der Heimat. In: Filmspiegel Nr. 23, 1967, S. 22–23.
- Ihr Leben – unsere Geschichte (4). Die Anfänge der DEFA. In: URANIA 10/79. (= Populärwissenschaftliche Monatsschrift) Leipzig, Berlin 1979.